# Сад священника в Нюэнене весной
Сад священника в Нюэнене, весна (нидерл. De pastorie in Nuenen, нидерл. De pastorie in Nuenen in het voorjaar, или Весенний сад (нидерл. Lentetuin) — ранняя картина маслом голландского художника-постимпрессиониста XIX века Винсента ван Гога, написанная в 1884 году, когда он жил со своими родителями в Нюнене. Ван Гог сделал несколько рисунков и масляных картин окружающих садов и садового фасада пасторского дома.
Картина была украдена 30 марта 2020 года из музея Зингера в Ларене, Северная Голландия, Нидерланды. Произведение искусства удалось вернуть только три года спустя — его поисками занимался известный арт-детектив Артур Бранд. По его словам, картину ему передал некий мужчина, завернувший полотно в наволочку и сумку IKEA. По словам представителей музея Гронингена, «ключевую роль» в возвращении картины сыграл известный голландский арт-детектив и искусствовед Артур Бранд. Он разыскивал «Вишневый сад» в сотрудничестве с местной полицией. Бранд рассказал, что полицейские и он сам часто выступали с призывами вернуть украденное произведение искусства. И в конечном итоге мужчина, пожелавший остаться неизвестным, вернул ему полотно, завернутое в пузырчатую пленку, наволочку и синюю сумку IKEA.

## История
Прожив несколько месяцев в одиночестве в Дренте на севере Нидерландов, Ван Гог переехал в декабре 1883 года к своим родителями в приют Голландской реформистской церкви в Нюнене, недалеко от Эйндховена, где его отец был пастором. Прачечная в задней части дома была превращена для него в студию. Отец Ван Гога написал его брату Тео: «Мы не думаем, что это действительно подходит, но у нас установлена надлежащая печь. Ещё я хотел поставить большое окно, но он предпочитает не иметь его». Он оставался с родителями в Нейнене до ноября 1885 года, после написания своей первой крупной работы «Едоки картофеля», когда он переехал в Антверпен, а затем в 1886 году в Париж.

## Описание
В Нейнене Ван Гог задокументировал смену времён года в своих картинах сада, который был обнесён высокой каменной стеной и включал в себя утиный пруд с причалом для лодок, дорожки и живые изгороди, участки для цветов и огородов и фруктовый сад.
Картине предшествовала серия зимних рисунков; эта картина, вероятно, была сделана в мае 1884 года. На ней изображён вид на сад с тёмной фигурой на переднем плане, а вдалеке видны руины старой церкви, также изображённые в таких работах, как «Старая Церковная Башня в Нуэнене». Зелёные и красные оттенки на картине указывают на то, что зима прошла, а весна началась. В письме, которое Ван Гог послал Антону ван Раппарду в марте 1884 года, он упомянул смену времён года: «Также ищу цвет зимнего сада. Но это уже весенний сад — сейчас. И стало чем-то совершенно другим».
Картина необычайно широкая, размером 39 на 72 см. Ван Гог, возможно, работал с помощью окна перспективы (деревянная рама с натянутыми струнами).
- Зимний сад («Wintertuin»), рисунок карандашом и тушью, Винсент Ван Гог, март 1884, Музей Ван Гога, Амстердам
- Парсонский сад в Нуэнене зимой, рисунок пером и тушью, Винсент Ван Гог, март 1884 г., Музей изобразительных искусств (Будапешт)

## Kража
Картина была частью коллекции музея Гронингена с 1962 по 2020 годы, пока не была украдена во время сдачи в аренду музею Зингера в Ларене.
Картина была украдена из музея Зингера в Ларене (Северная Голландия), 30 марта 2020 года (167 лет со дня рождения Ван Гога). В то время это учреждение было закрыто для публики из-за пандемии коронавирусной инфекции COVID-19 в 2019—2020 годах. По данным полиции, воры вошли, пробив стеклянные двери, ранним утром; преступники исчезли до прибытия полиции.
В начале апреля 2021 года голландская полиция арестовала мужчину в Барне, Утрехт, в связи с кражей картины, а также кражей картины 1626 года «Два смеющихся мальчика с кружкой пива» Франса Халса, которая была украдена из Хофье ван Мевроу ван Арден в Лердаме, Утрехт, 26 августа 2020 года. По данным The Guardian стоимость картины оценивалась в 5 миллионов фунтов стерлингов.
24 сентября мужчина был признан виновным в кражах и приговорен к восьми годам лишения свободы. В сентябре 2023 года голландский следователь по преступлениям в сфере искусства Артур Бранд вернул картину в сотрудничестве с голландской полицией.